# Procuradoria-Regional da Fazenda Nacional na 3ª Região
Procuradoria-Regional da Fazenda Nacional na 3ª Região (PRFN-3ªR) é a unidade descentralizada da Procuradoria-Geral da Fazenda Nacional sediada em São Paulo.
Realiza a representação judicial da União em matéria tributária, perante o Tribunal Regional Federal da 3ª Região, o Tribunal Regional do Trabalho da 2ª Região, o Tribunal de Justiça do Estado de São Paulo, o Tribunal Regional Eleitoral de São Paulo, na Justiça Federal da subseção judiciária de São Paulo, nas varas do trabalho da região metropolitana de São Paulo.
Além disso, realiza a cobrança judicial (execução fiscal) da Dívida Ativa da União na sua área de atribuição, analisa e concede parcelamentos de débitos tributários federais inscritos em Dívida Ativa, bem como representa a União perante os juízos falimentares de São Paulo. Seu atual titular é Simone Aparecida Vencigueri Azeredo e seus substitutos, Telma Bertão Correia Leal, Soleni Sônia Tozze e Rodrigo Pirajá Wienskoski.
No âmbito administrativo, presta consultoria aos órgãos do Ministério da Fazenda sediados em São Paulo.